# Plantation Laura
La plantation Laura est une ancienne plantation du Sud des États-Unis située le long du fleuve Mississippi, à Vacherie, paroisse de Saint-Jacques, en Louisiane. Fondée en 1804 par des Français, elle est connue initialement sous le nom d'Habitation Duparc.
Inscrite au Registre national des lieux historiques des États-Unis, la plantation Laura est devenue en 1993 un important lieu touristique pour découvrir la culture créole. Avec sa grande maison de style créole du XIXe siècle et plusieurs dépendances encore debout, dont deux cases d'esclaves, c'est l'un des 15 complexes de plantation encore authentiques en Louisiane.
Les parents et la famille de Fats Domino, célèbre auteur-compositeur de Rhythm and Blues, ont vécu dans les anciennes cases d'esclaves de la plantation,.

## Histoire

### Premières implantations
Au début du XVIIe siècle, les autochtones amérindiens commencent à s'implanter dans la région. Vers 1800, un grand village acolapissa, appelé Tabiscanja (qui signifie « longue vue sur la rivière »), est situé sur des hauteurs au-dessus du fleuve Mississippi. Au milieu du XVIIIe siècle, un missionnaire catholique vient y abattre le « bâton rouge », totem ithyphallique de 4,2 mètres de haut des Acolapissas.
En 1755, dans la colonie française de Louisiane, le terrain est concédé à André Neau. Puis, en 1785, les autorités de la Louisiane, alors colonie espagnole, cèdent des concessions à quatre familles cadiennes (réfugiés acadiens), à proximité du village des Acolapissas.

### L'Habitation Duparc

#### Vétéran français de la guerre d'indépendance
En 1804, alors que la colonie de Louisiane, redevenue française depuis 1800, vient d'être vendue aux États-Unis par Napoléon, le président américain Thomas Jefferson donne la terre au général Guillaume Duparc (1752-1808), vétéran français de la marine royale ayant participé à la guerre d'indépendance des États-Unis et devenu colon de Louisiane sous souveraineté espagnole.
Afin de fonder une « habitation sucrière » sur le site, Duparc paie les Cadiens pour que ceux-ci quittent leurs concessions. Les autochtones, considérés comme des Français, ne sont pas chassés des rives du Mississippi. Ils continueront à vivre en marge des implantations européennes, le dernier Acolapissa de sang pur vivant dans la partie arrière de la plantation jusqu'en 1915.

#### Travail des esclaves

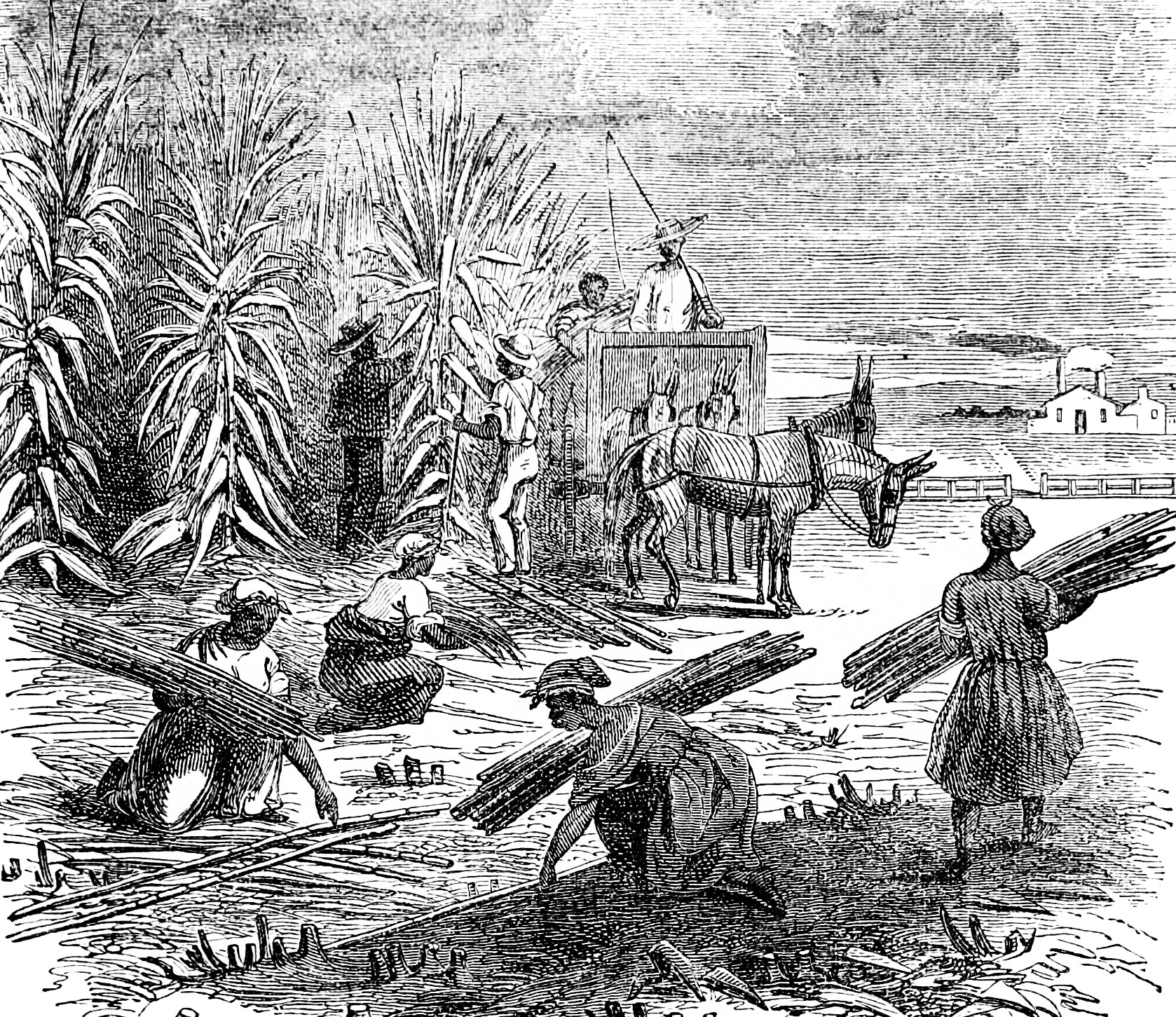
Esclaves récoltant la canne, 1861.

Profitant de sa localisation au bord du Mississippi, la plantation produit et exporte de la canne à sucre, de l'indigo, du riz et des noix de pécan. Les travaux agricoles commencent dès 1805 avec 7 esclaves (six Ouest-Africains de l'Ouest et un Amérindien). Leur nombre augmentera ensuite avec la croissance de la plantation qui atteint une superficie de 5 000 hectares.
Au début de la guerre de Sécession, on compte 186 esclaves dans la propriété. Ceux-ci vivent dans 69 cases, bordées par de petits potagers, et dont chacune est occupée par deux familles.

#### Quatre générations de matriarches: Nanette, Élisabeth, Désirée et Laura
L'habitation sucrière reste la propriété de la famille Duparc pendant quatre générations menées par des femmes. En 1808, à la mort de Guillaume Duparc, les rênes de l'exploitation sucrière sont pris par sa femme Anna « Nanette » Prud'homme (1768-1862), issue d'une grande et ancienne famille de Natchitoches, premier établissement français en Louisiane fondé en 1714. Elle fait de la plantation l'une des plus grandes productrices de sucre, tout en diversifiant des activités: bois de construction, bétail...

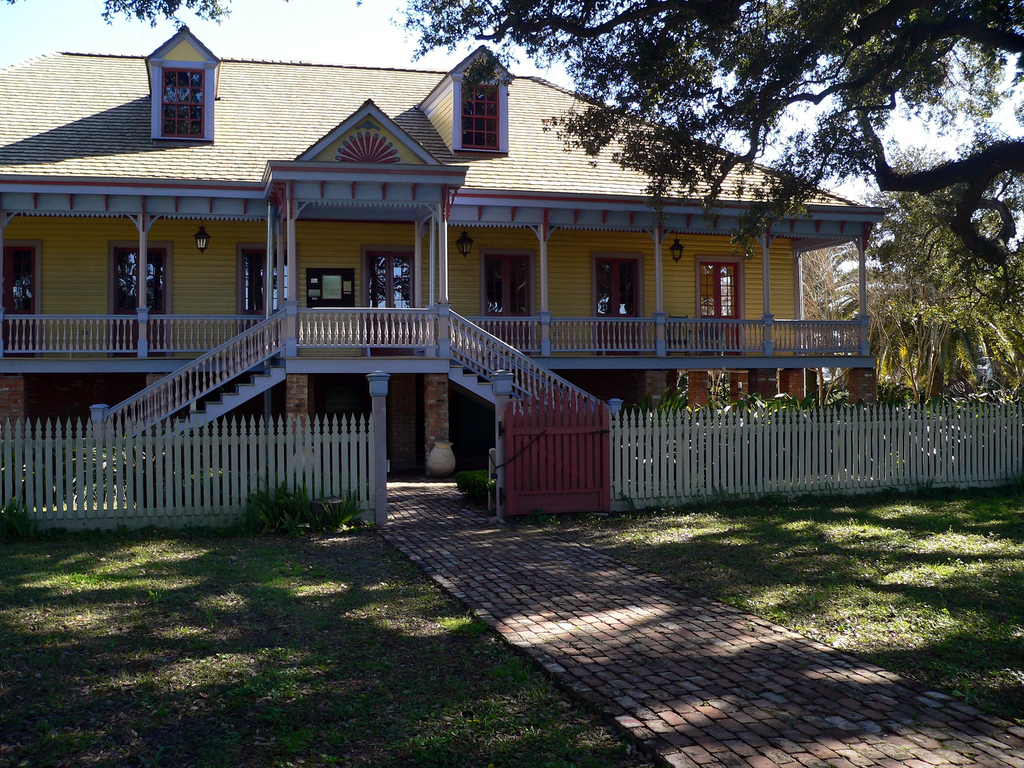
La maison de maîtres.

La maison des maîtres de l'habitation est construite par les esclaves vers 1820, avec une architecture créole. Elle présente à l'intérieur des boiseries de style fédéral.

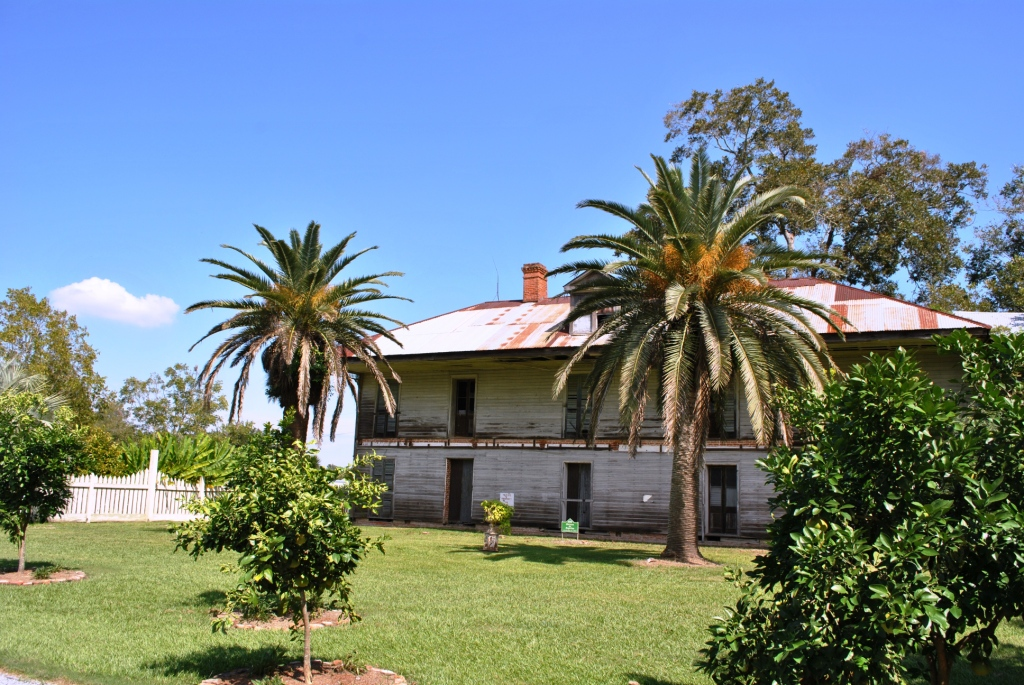
Vestige de la « maison de reprise », construite à proximité de la « grande maison » pour la retraite de Nanette Prud'homme Duparc, femme du premier propriétaire Guillaume Duparc.

En 1829, Nanette Prud'homme se retire dans sa « maison de reprise » (maison où elle peut refaire sa vie) dans la plantation. Elle laisse alors la gestion de la plantation à ses trois enfants, et afin d'empêcher son morcellement, crée avec eux la société Duparc Freres et Locoul Sugar Company.
Élisabeth Duparc (1796 -1884) prend alors les rennes de l'exploitation pour les 47 prochaines années. À la mort de ses deux frères, Élisabeth Duparc (1796 -1884) hérite de la propriété qu'elle dirige ensuite pendant 47 ans. Elle avait épousé Raymond Locoul (1796-1850), un jeune négociant bordelais rencontré en 1821, chez la famille de Félix Labatut, des notables créoles en vue à la Nouvelle-Orléans, et originaire de Saint-Domingue. Héritier des vignobles du Château Bon Air (situé à Mérignac), la Plantation Duparc devient le plus grand distributeur de vins de la Louisiane à cette époque avec une capacité de 10 000 bouteilles. Le couple fait également d'importants investissements immobiliers à la Nouvelle-Orléans, avec l'acquisition d'au moins 6 résidences dans le Quartier français. dont leur grande maison au no 623-625 rue de Toulouse, près de l'opéra (en),.
De leur union sont nés deux enfant, Émile Locoul et Aimée Locoul. Le premier est considéré comme trop sensible et accusée par sa mère d'être un « gâcheur de nègres ». Afin de réprimer ses idées trop libérales, il est envoyé à l'âge de 13 ans, à l'Académie militaire Royale de Bordeaux. De retour en Louisiane en 1855, il voulait étudier le droit, une matière qu'il aimait beaucoup ainsi que la politique. Mais sa mère s'opposa à ce choix car un gentilhomme du Sud « ne saurait être autre chose qu'un planteur ». Elle lui fait épouser Désirée Archinard, issue de la plantation Métayer dans la paroisse de Natchitoches. Leur fille Laura Locoul Gore naît en 1861, au tout début de la guerre de Sécession (1861-1963).

#### Guerre de Sécession et abolition de l'esclavage

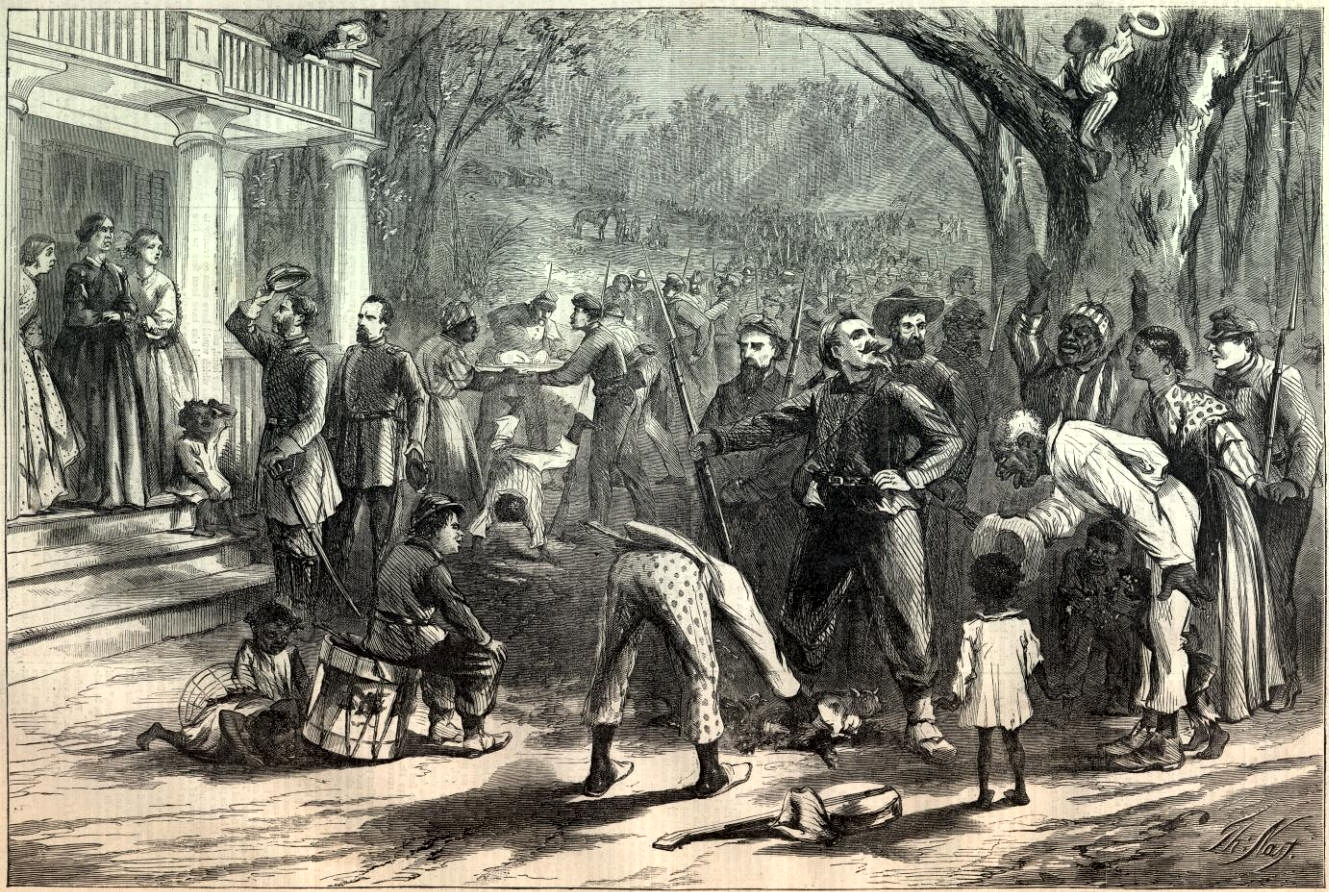
Arrivée des troupes nordistes dans une plantation esclavagiste du Sud.

Compte tenu de son entraînement militaire à Bordeaux, Émile réquisitionne tous les Cadiens de la paroisse de Saint-Jacques, les entraîne à ses frais, et les intègre dans l'Armée des Confédérés.
Durant la guerre, seuls les esclaves (au nombre de 186 en 1861) et les soldats sudistes restèrent dans la plantation. Désirée et sa fille Laura logent chez leurs proches à Natchitoches. En 1865, à la fin du conflit, Émile reçoit la moitié de la plantation qu'il baptise « Laura Plantation » en l'honneur de sa fille.

### Déclin de la plantation et vente à la famille Waguespacks

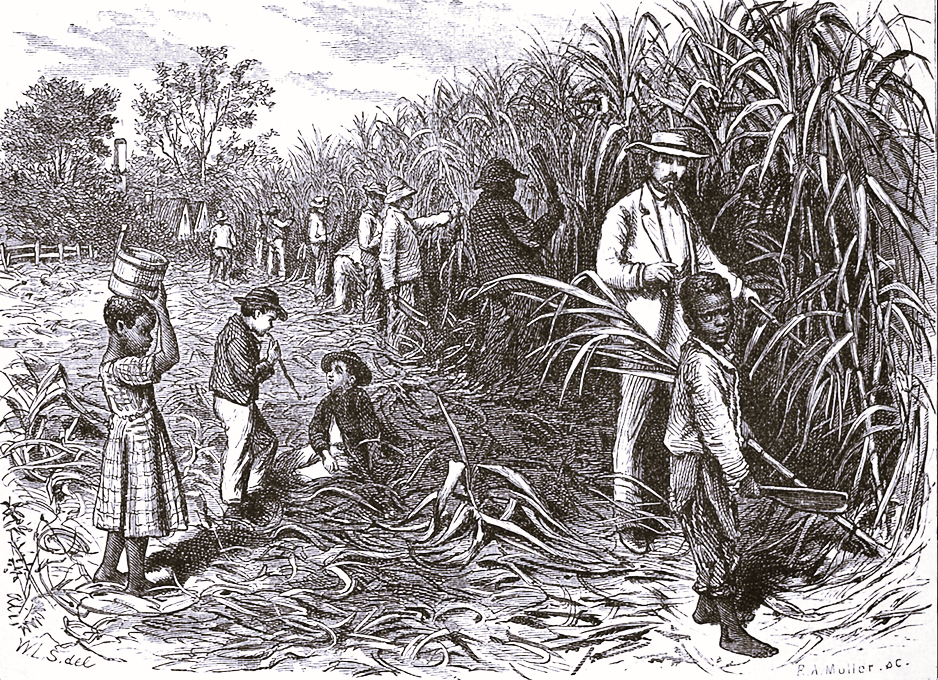
Plantation de canne à sucre en Louisiane en 1875.

Pendant qu'Émile se consacre à la vie politique locale, sa femme Désirée gère la plantation. Toutefois, avec le déclin de l'industrie sucrière, et l'accumulation d'importantes dettes de jeux par son mari, le couple est obligé de contracter une hypothèque sur la plantation. Après avoir hérité de la propriété, Laura Locoul Gore (1861-1963), fille d'Émile et Désirée Duparc, la vend en 1891 à la famille de Florian Waguespack, Créoles francophones d'origine alsacienne. Une condition de la vente est que la plantation et la maison continuent de s'appeler « Laura ».
Les Waguespacks continuent à produire de la canne à sucre jusqu'en 1981, date à laquelle la plantation est achetée par un consortium d'investisseurs souhaitant construire sur le site un pont sur le Mississippi. Toutefois, des risques sismiques rendent impossible la réalisation du projet, empêchant ainsi la destruction des bâtiments historiques.

### Pôle touristique de la culture francophone et créole de Louisiane.
En 1992, la propriété est vendue aux enchères à la St. James Sugar Cooperative. L'année suivante, en 1993, la Plantation Laura est inscrit au Registre national des lieux historiques des États-Unis,, puis rachetée par la Laura Plantation Company. Cette entreprise privée (LLC), menée par Norman et Sand Bozonier de Marmillion, restaure le site et de l'ouvrir au public en tant qu'attraction culturelle créole. Certains investisseurs sont les descendants d'anciens propriétaires. Chaque année, elle reçoit plus de 100 000 visiteurs dont 20% de francophones, principalement des Français.
En août 2004, un incendie d'origine électrique détruit 80 % de la grande maison et, après trois ans d'efforts de restauration, le site est entièrement rouvert aux visites.

## Architecture

### La grande maison
| - Façade de la grande maison, peinte de plusieurs couleurs. - Arrière de la maison, montrant l'aile de la cuisine. |

#### Style architectural
La maison des maîtres de la plantation, construite vers 1820, est un exemple d'architecture créole louisianaise. Par ailleurs, nombres de maison créoles de cet état présentent un style colonial français ou néo-grec.
De plus, sur les 300 à 400 exemples de maisons créoles subsistantes autour de la Nouvelle-Orléans, majoritairement modestes, seule une trentaine, dont la maison principale de la plantation Laura, appartiennent au groupe distinct des imposantes maisons de plantation surélevées considérées comme l'apogée du style créole.

#### Description
La « grande maison » de la plantation Laura présente un soubassement en briques, surélevé d'un étage en briquette-entre-poteaux. Une grande partie de la maison était préfabriquée, car ses poutres en bois étaient prédécoupées hors site et sont prêtes à être installées.
L'étage se compose de deux rangées de cinq pièces qui s'ouvrent toutes directement l'une dans l'autre, sans couloirs. Les deux ailes arrière de la grande maison ont été enlevées, élargissant le balcon arrière, et une aile de cuisine arrière a été ajoutée sur le porche arrière.

#### Incendie de 2004
Le 9 août 2004, la maison des maîtres, y compris l'aile de la cuisine derrière la maison, est détruite à 80 % par un incendie d'origine électrique. Les travaux de restauration ont été achevés en 2006, malgré l'interruption de l'ouragan Katrina en août 2005

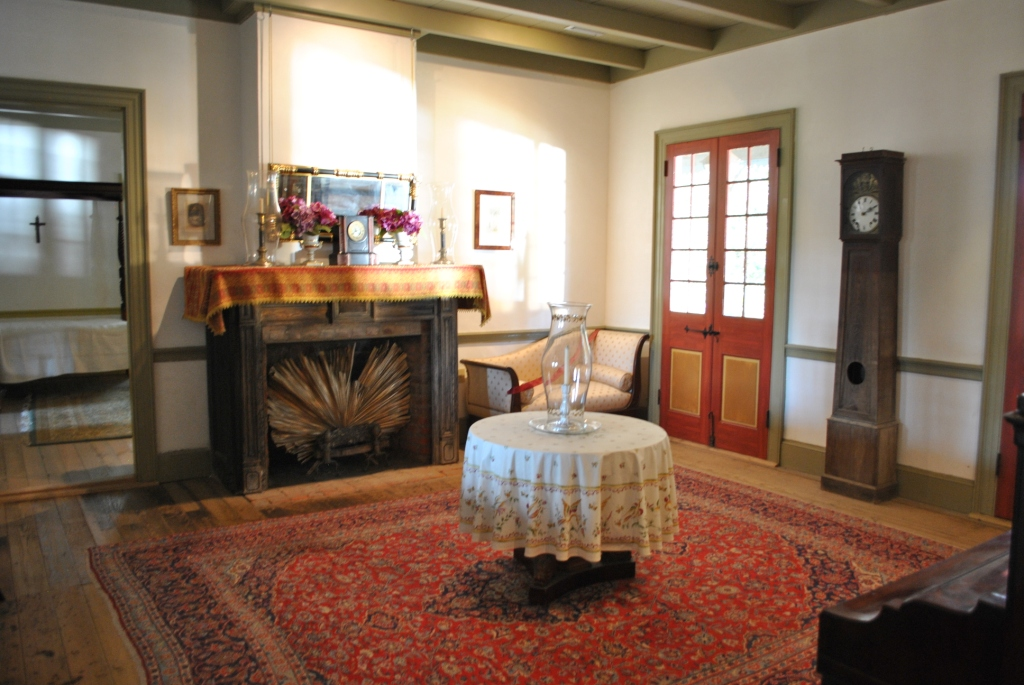
Un salon.
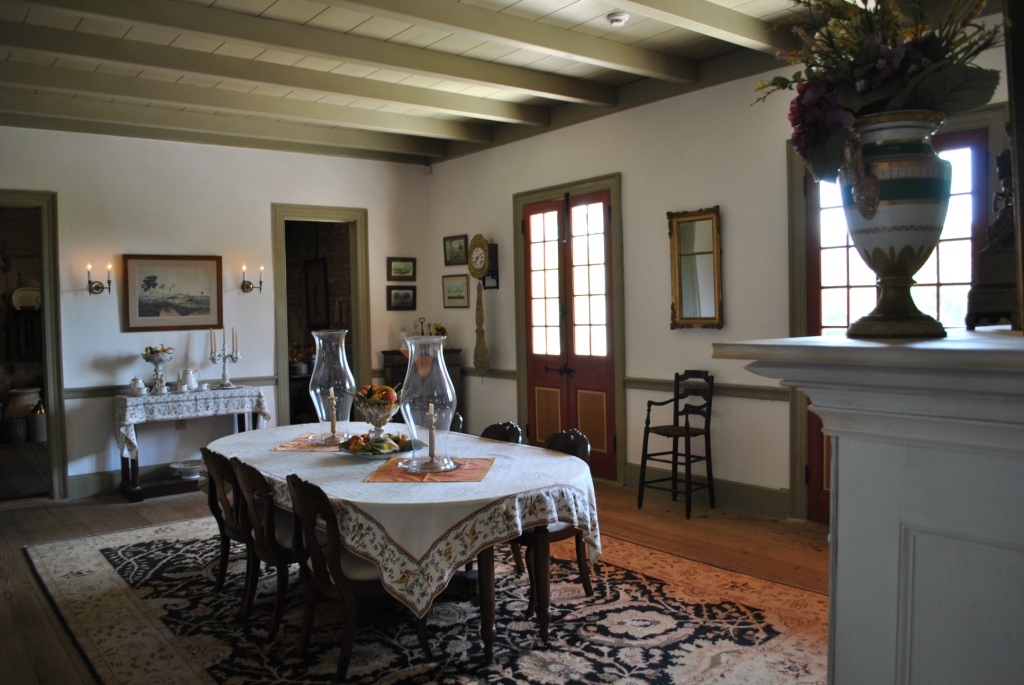
Salle à manger.
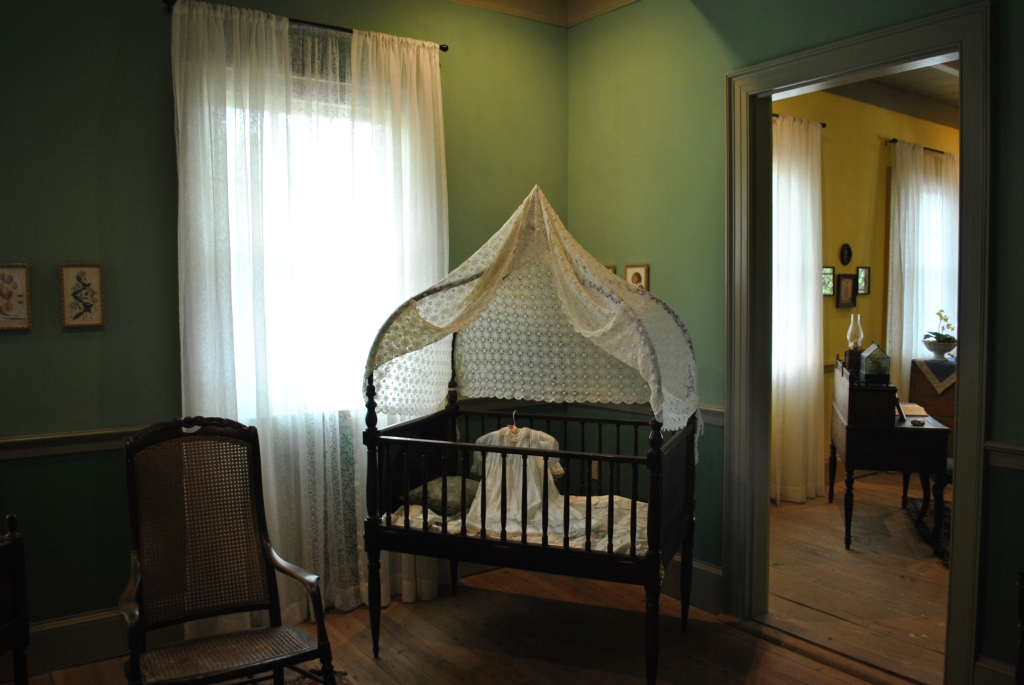
Chambre d'enfant.
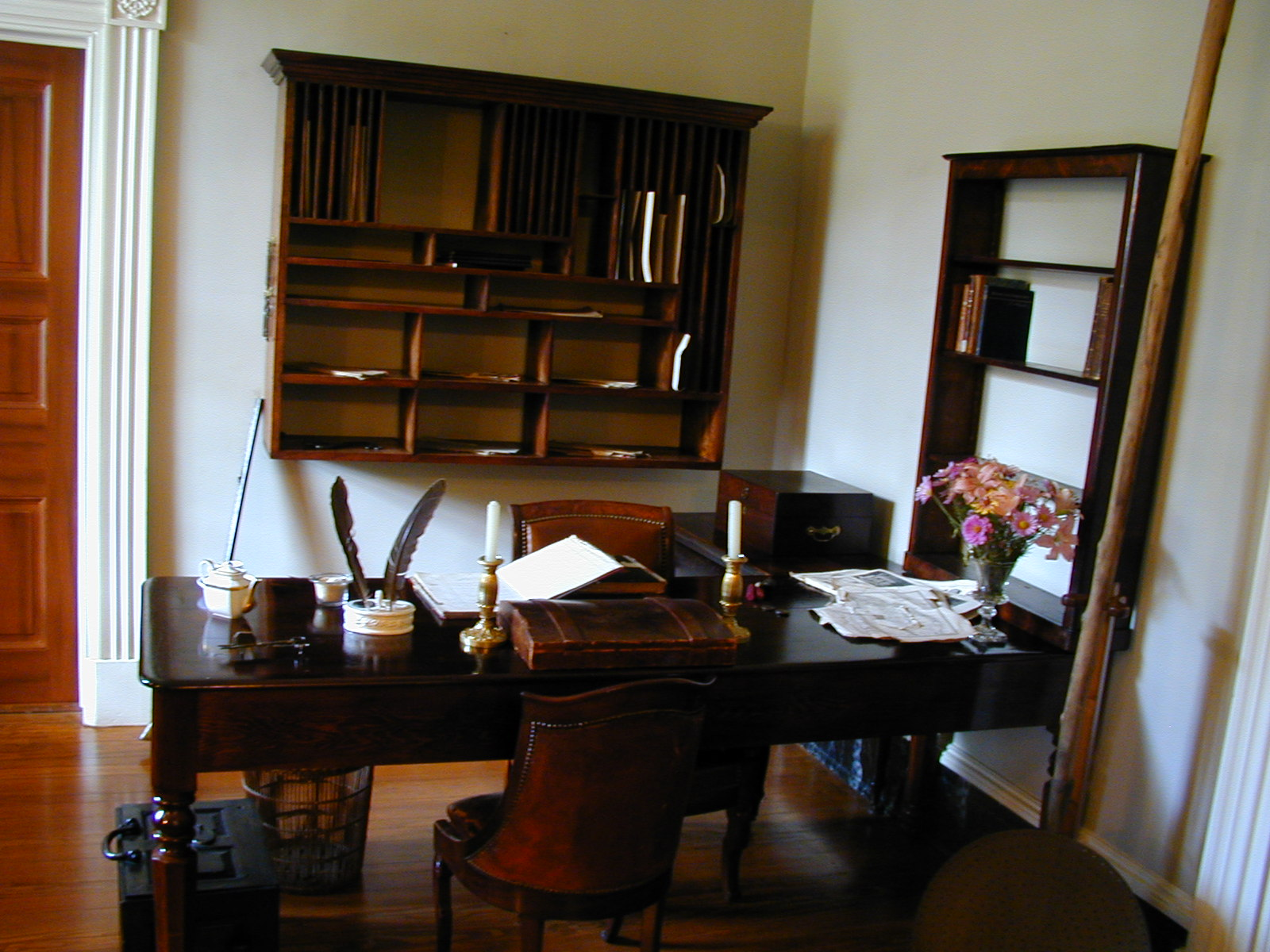
Bureau.
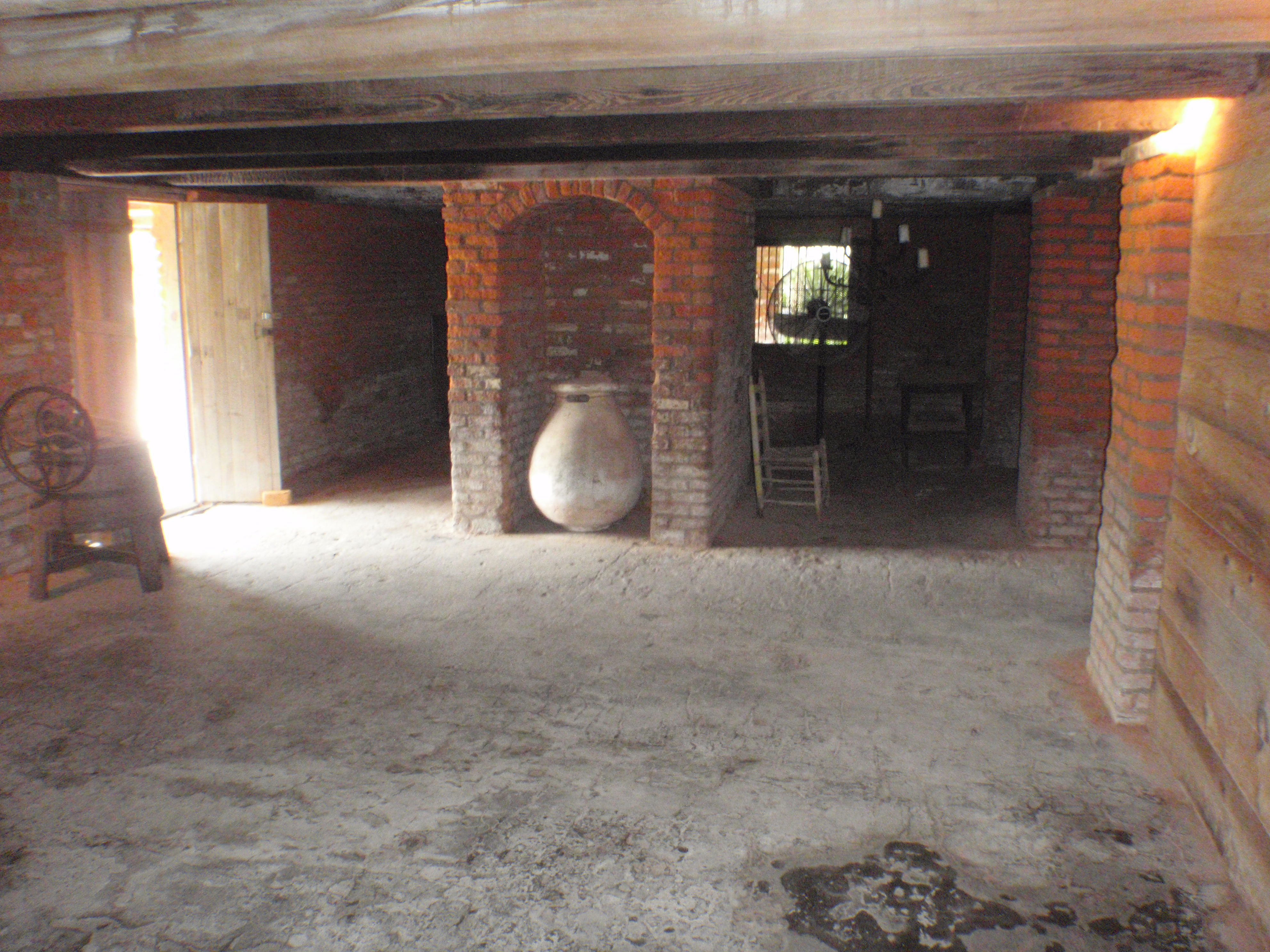
Le soubassement.

### Cases des esclaves

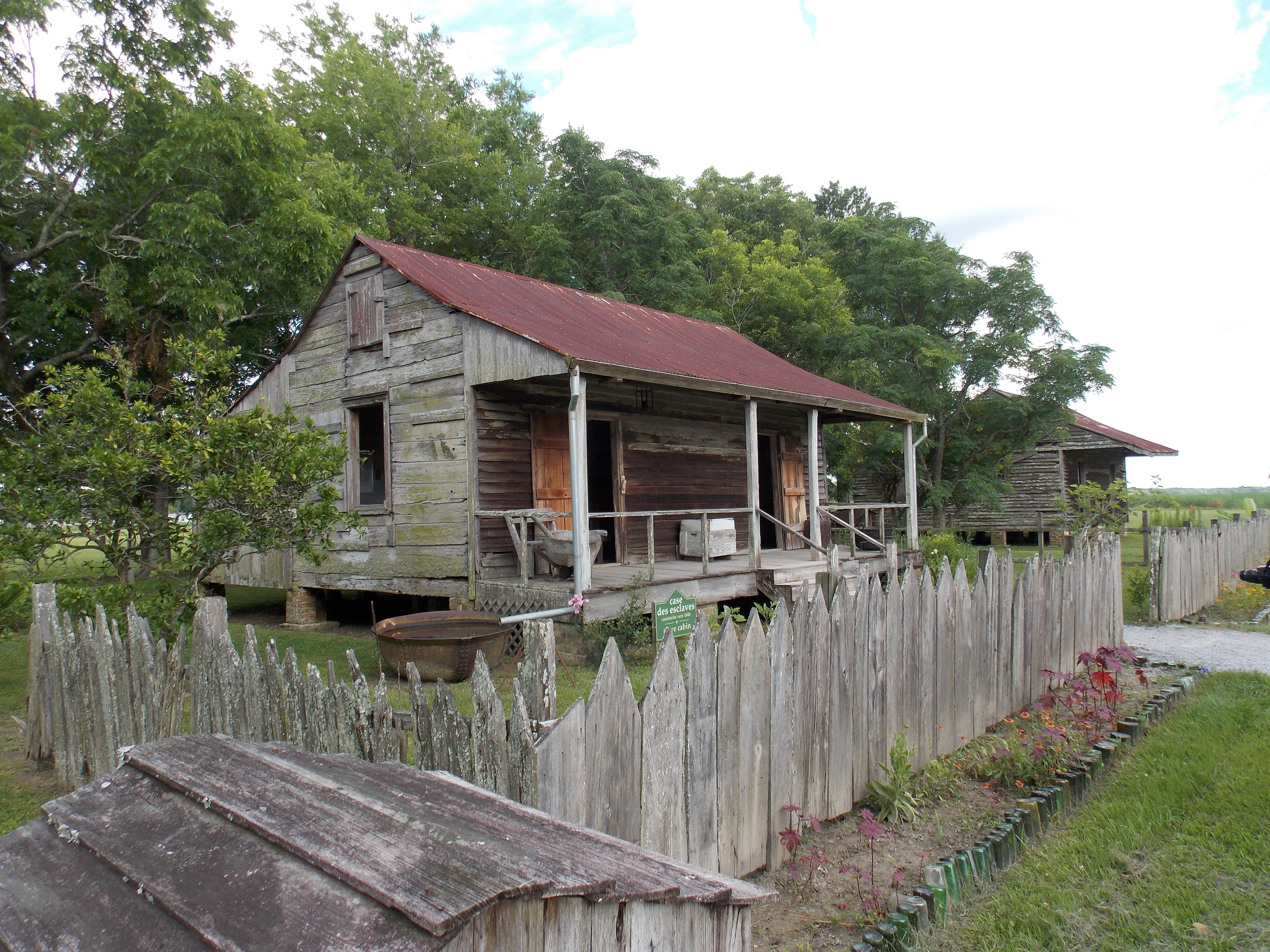
Cases d'esclaves.

Quatre cabanes d'esclaves originales, construites dans les années 1840, subsistent encore aujourd'hui dans la plantation.

## Folklore afro-créole
Les contes de Frère Lapin et Frère Renard relatés en Louisiane et dans le Sud, sont des variations d'histoires traditionnelles originaires du Sénégal, et qui ont été amenées en Amérique par la traite négrière vers les années 1720. Selon l'histoire de la plantation, Alcée Fortier, un proche de la famille et étudiant en folklore créole, s'y rend dans les années 1870 pour écouter les affranchis. Il rassemble les histoires qu'ils racontent à leurs enfants dans la langue créole de Louisiane qui s'est développée depuis l'époque coloniale. Cette langue créole est basée sur le français et imprégnée de langues africaines. Vingt-cinq ans plus tard, en 1894, Fortier publie les histoires qu'il a rassemblées et traduites dans son ouvrage Louisiana Folk-Tales: In French Dialect and English Translation,.